# August Pfizmaier
August Pfizmaier, celým jménem August Philipp Pfizmaier (16. března 1808, Karlovy Vary – 15. května 1887, Döbling, Rakousko-Uhersko), příjmení někdy psáno též jako Pfitzmeier či Pfitzmayer, byl orientalista (především sinolog a japanolog), jazykovědec, vysokoškolský pedagog, překladatel a původně lékař (balneolog) v Karlových Varech.

## Život

### Mládí
August Pfizmaier se narodil 16. března 1808 v Karlových Varech. Jeho otec Gotthelf Friedrich Pfitzmaier sem přišel jako cukrář lorda Findlatera a později, v roce 1809 zde zakoupil objekt Poštovní dvůr. V té době již budova byla atraktivním centrem společenského dění. Augustova matka Maria Dorothea byla sestra prvního nájemce Poštovního dvora Valentina Keila.

### Studium a profese
August byl v rodině nejstarším synem a otec v něm viděl svého nástupce. V roce 1819 byl jako 11letý poslán na tři roky do Drážďan, aby se vyučil kuchařem. Současně v soukromém institutu navštěvoval všeobecně vzdělávací hodiny. Vědění a učení se Pfizmaierovi zalíbilo do té míry, že si po návratu u otce prosadil studium na gymnáziu. V Karlových Varech v té době ještě taková škola nebyla, navštěvoval tedy nižší gymnázium řádu piaristů v Ostrově. Ve studiu vyššího gymnázia pak pokračoval nejprve v Praze na Staroměstském akademickém gymnáziu a poslední předmaturitní roky dokončil v Plzni na gymnáziu premonstrátském. Doba plzeňského studia měla na formování Pfizmaierovy osobnosti velký vliv, především na jeho kladný vztah ke studiu jazyků. Tomu se chtěl věnovat i po maturitě. Přihlásil se ke studiu na Orientální akademii do Vídně, ale vzhledem k omezenému počtu přijímaných studentů přijat nebyl.
Pfizmaier váhal mezi studiem práv a medicíny. V roce 1829 pak nastoupil v Praze na Karlovu univerzitu a roku 1835, podle jiného zdroje 1836, promoval na doktora medicíny. Poté se vrátil do Karlových Varů a otevřel si zde privátní lékařskou praxi. Jako lázeňský lékař se rád ujímal klientů z Egypta, aby se zdokonalil v arabštině a koptštině. Po třech letech však praxi ukončil s odůvodněním, že „V Karlových Varech je příliš mnoho vážených lékařů a on jako nováček bez praxe nemá šanci obstát v tak silné konkurenci“.
Poté se přestěhoval do Vídně. Nejprve žil z otcovy podpory, neboť se mu i zde zpočátku nedařilo. Měl přislíbeno stát se soudním překladatelem v Dolním Rakousku, což se však nakonec neuskutečnilo. V roce 1840 získal licenci na vydávání časopisu (Zeitschrift für morgenländische Literatur), ale pro realizaci nenašel schopné spolupracovníky ani dostatek peněz. V roce 1843 ve věku 35 let dostal konečně své první zaměstnání – stal se docentem orientálních jazyků a literatury na vídeňské univerzitě a začal zde vyučovat turečtinu, čínštinu, perštinu a arabštinu. Roku 1848 však byla tato pracovní pozice zrušena. V témže roce se Pfizmaier stal členem vídeňské Císařské akademie věd. Byl jmenován jedním z dvanácti zakládajících členů historicko-filozofické třídy akademie. Toto jmenování bylo velkou ctí, ale nepřinášelo žádné příjmy. Tehdy se přírodovědec a diplomat Karl von Scherzer pro Pfizmaiera zasadil u rakouského ministerstva kultury a školství o menší roční finanční příspěvek. Nebýt toho, Pfizmaier by pravděpodobně byl svůj další život prožil v bídě.

### Osobní život
Byl dvakrát ženatý, obě manželství zůstala bezdětná, takže neměl pokračovatele. Jeden z jeho nejnadanějších žáků Josef Haas, později c. k. rakousko-uherský konzul v Šanghaji, zahynul v moři na Dálném východě.
August Pfizmaier zemřel v roce 1887 v Döblingu u Vídně.

#### Anekdota
Pfizmaier se v posledních desetiletích života stáhl do ústraní. Žil a tvořil na vídeňské Josefstädter Glacis tak uzavřeně až o něm vznikla anekdota: „ …že se o francouzsko-pruské válce dozvěděl až o deset let později prostřednictvím japonských novin“.

## Znalost cizích jazyků
Od doby gymnaziálních let zde byla Pfizmaierova touha po studiu cizích jazyků. Filologie ho přitahovala již na plzeňském gymnáziu. V té době již ovládal francouzsky, italsky, anglicky, rusky, oblíbil si staré klasické jazyky latinu a starořečtinu, a v roce 1827 se jako samouk naučil turecky.
Též ovládl arabštinu, egyptštinu vč. koptštiny, čínštinu, perštinu, japonštinu, mandžuštinu, skandinávské jazyky (dánštinu, norštinu a švédštinu) a nizozemštinu. Zabýval se i inuitštinou a ainštinou.
Neuvěřitelný počet jazyků, které Pfizmaier ovládal, vzbuzoval již za jeho života pochybnosti o hloubce těchto znalostí. Ve svém dopise s životopisem, který poslal lékaři Jeanu de Carro pro jeho ročenku Almanach de Carlsbad roku 1842 napsal: „…naučil jsem se všechny evropské jazyky s výjimkou maďarštiny a některých slovanských dialektů a rozumím i odborným článkům…“. Ve stejné ročence již o 10 let dříve (1832) byla Pfizmaierova překladatelská práce publikována, tentokrát v souvislosti s překladem básně Óda na Vřídlo do turečtiny.

## Činnost a dílo
Pfizmaier za svůj život přeložil téměř 200 titulů knih a napsal či přeložil bezpočet článků. Překládal především práce z čínštiny do němčiny – historické anály, mytologické práce, historické a přírodovědecké referáty, ale též moderní literární texty – a je považován za jednoho z největších překladatelů z tohoto jazyka. Od roku 1850 do své smrti v roce 1887 překládal ročně v průměru 200 stran z čínštiny a 125 stran z japonštiny. Rozsah jeho překladů z těchto dvou jazyků do některého evropského jazyka nebyl dodnes (2020) překonán.
Popsal též inuitské jazyky.
Výběr z díla:
- 1839 – první samostatná kniha Die Verherrlichung der Stadt Burza (Chvála města Burzy), překlad tureckých básní ze 16. století
- 1847 – Sechs Wandschirme in Gestalten der vergänglichen Welt (Šest paravánů ve ztvárnění pomíjivého světa); překlad japonského románu do němčiny; byl to první překlad tohoto žánru do evropského jazyka a Pfizmaier si jím u odborné veřejnosti získal velké uznání
- 1847 – Grammaire turque (Turecká gramatika)
- 1851 – Wörterbuch der japanischen Sprache (Japonsko-německý slovník), zůstal nedokončený)[5]
- 1851 – Untersuchungen über den Bau der Ainosprache (Zkoumání jazykové stavby inuitštiny)
- 1873–1874 – Die poetischen Ausdrücke der japanischen Sprache (Básnické výrazy japonštiny)
- 1877 – Die Geschichte einer Seelenwanderung in Japan (Historie reinkarnace v Japonsku)
- 1879 – Darlegung der chinesischen Ämter (Vysvětlení čínských úřadů)
- 1880 – Die älteren Reisen nach dem Osten Japans (Starší cesty po východním Japonsku)
- 1881 – Zwei Reisen nach dem Westen Japans in den Jahren 1369 u. 1389 n. Chr. (Dvě cesty po západním Japonsku v letech 1369 a 1389 po Kr.)
- 1883 – Die Gottesmenschen u. Skopzen in Russland (Boží muži a Skopci v Rusku)
- 1884 – Die Sprache der Alëuten und Fuchsinseln (Jazyk Aleutských a Liščích ostrovů)